# Suillosporium cystidiatum
Suillosporium cystidiatum é uma espécie de fungo pertencente à família Botryobasidiaceae.